# Adesmia smithiae
Adesmia smithiae är en ärtväxtart som beskrevs av Dc. Adesmia smithiae ingår i släktet Adesmia och familjen ärtväxter. Inga underarter finns listade i Catalogue of Life.